# Gabriele Ferzetti
Gabriele Ferzetti, pseudonimo di Pasquale Ferzetti (Roma, 17 marzo 1925 – Roma, 2 dicembre 2015), è stato un attore italiano.

## Biografia

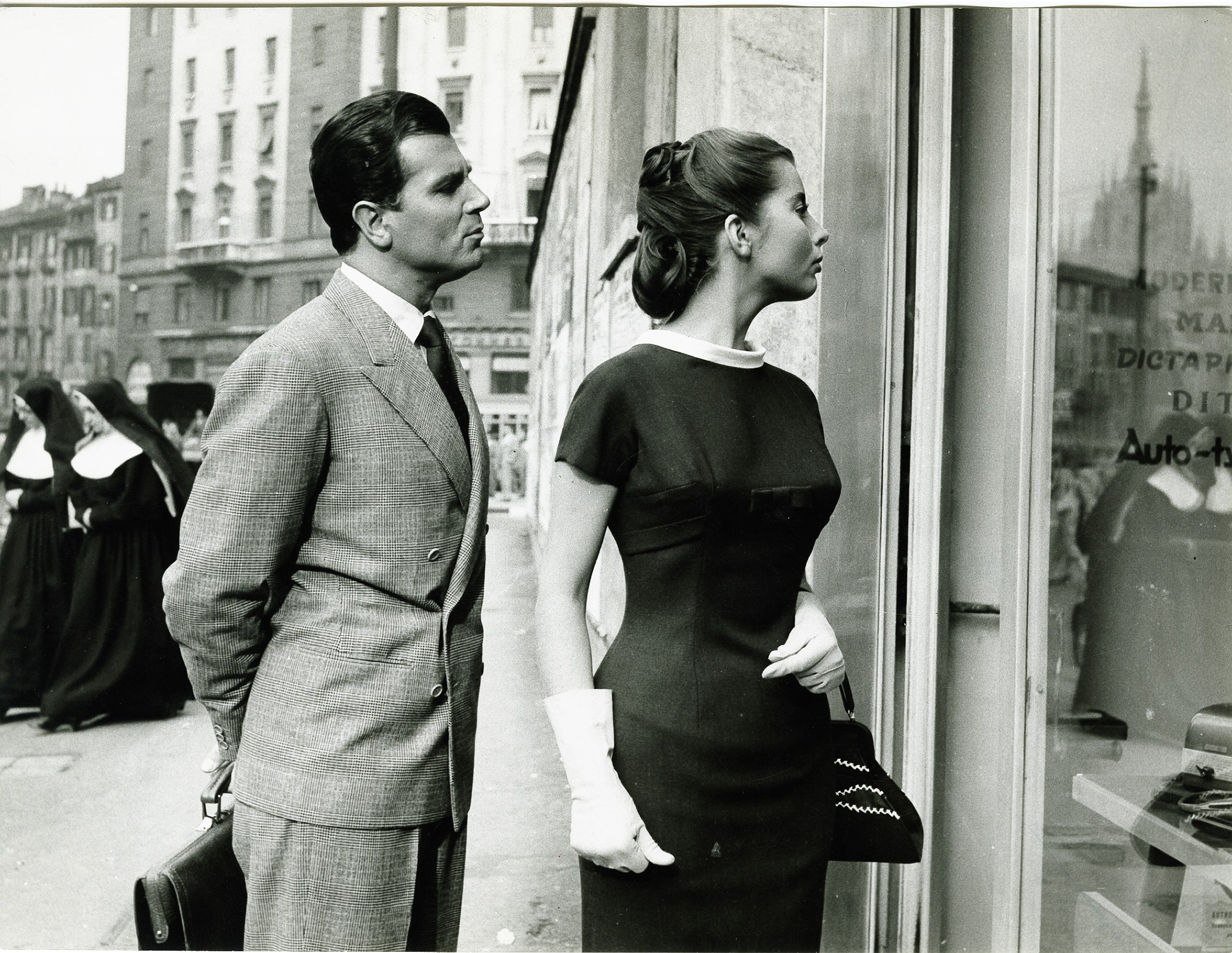
Gabriele Ferzetti e Jacqueline Sassard in una scena del film Nata di marzo nel 1958

Attivo dagli anni '40, si segnalò in teatro nel repertorio contemporaneo, da Luigi Pirandello a Tennessee Williams, e si affermò nel cinema con personaggi sottilmente ambigui o comunque insicuri: il reduce Marco in Benvenuto reverendo! (1950) di Aldo Fabrizi, il giovane contadino Riccardo Maggese in Zappatore di Rate Furlan (1950), il marito tradito da Gina Lollobrigida in La provinciale (1953) di Mario Soldati, i rarefatti ritratti dell'incomunicabilità e del disagio esistenziale nei due film di Michelangelo Antonioni Le amiche (1955) e L'avventura (1960), il ladro gentiluomo in Parola di ladro (1957) di Nanni Loy e Gianni Puccini, la rievocazione di un momento tragico dell'ultima guerra in La lunga notte del '43 (1960) di Florestano Vancini. Nel 1962 affiancò Gina Lollobrigida in Venere imperiale.
Tra la fine degli anni sessanta e l'inizio del decennio successivo si segnala per la partecipazione ai film dei grandi registi del momento, tra cui si segnalano A ciascuno il suo (1967) di Elio Petri, Grazie zia di Salvatore Samperi, C'era una volta il West di Sergio Leone (1968), Un bellissimo novembre (1969) di Mauro Bolognini, Bisturi - La mafia bianca (1973) di Luigi Zampa e Il portiere di notte (1974) di Liliana Cavani.
A prova del riconoscimento del suo grande talento — anche a livello internazionale — nel 1969 fu scelto come interprete di Marc Ange Draco, boss della malavita organizzata dell'Unione Córsa, nel sesto film della saga dedicata a James Bond: Agente 007 - Al servizio segreto di Sua Maestà. In questo film, il boss - potenzialmente nemico dell'agente segreto, qui interpretato da George Lazenby - sarà invece clamorosamente alleato di 007, poiché diventerà suo suocero, in quanto nell'unico - e fatalmente breve - matrimonio della sua vita, James Bond ne sposerà la figlia, Teresa "Tracy" Draco, vedova Di Vicenzo, interpretata da Diana Rigg.

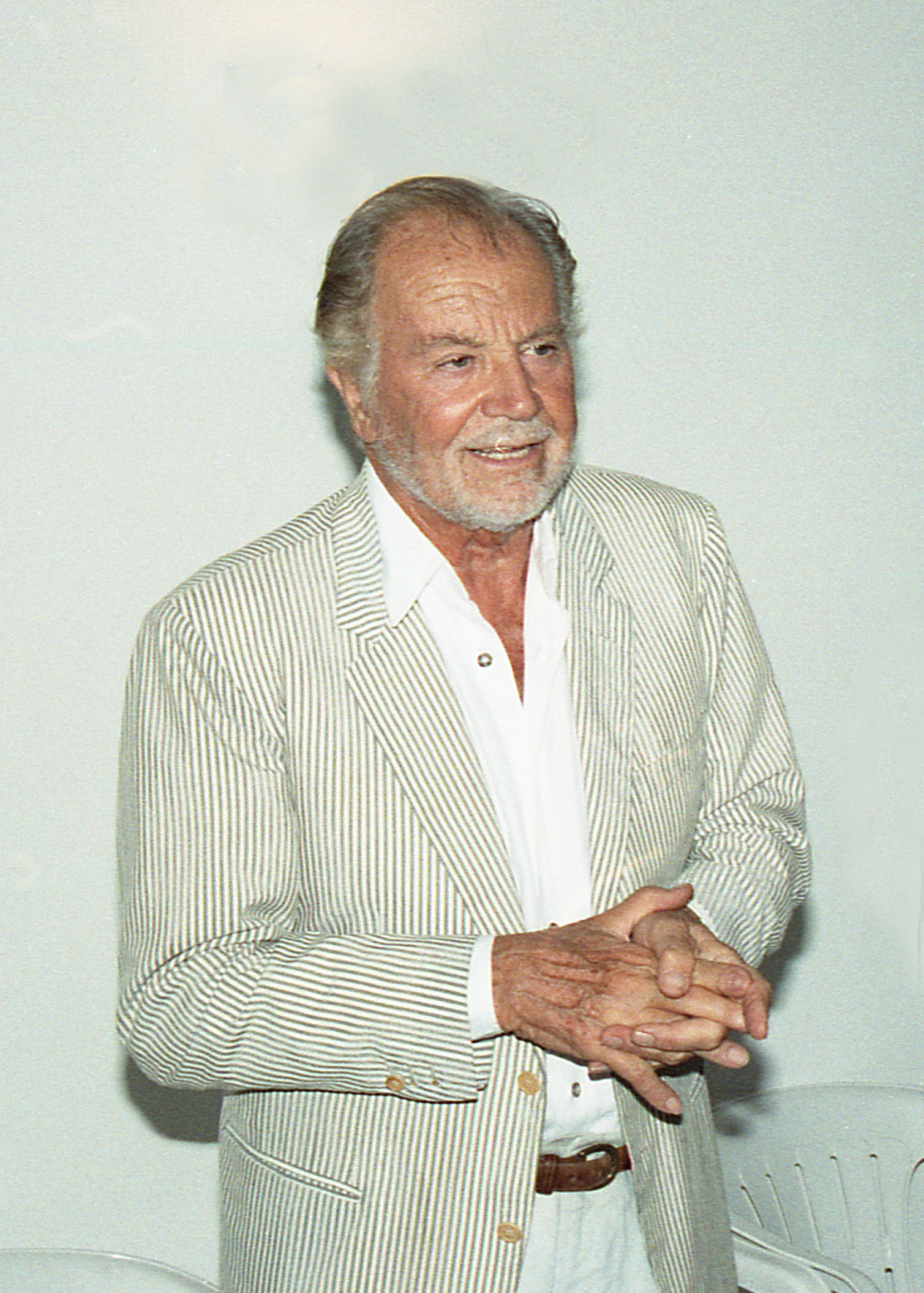
Gabriele Ferzetti nel 1998

Tra le sue ultime interpretazioni si ricordano Grog (1982) di Francesco Laudadio, Porzûs (1997) di Renzo Martinelli, L'avvocato De Gregorio (2003) di Pasquale Squitieri, Perdutoamor (2003) di Franco Battiato e Concorso di colpa (2005) di Claudio Fragasso. 
Ferzetti è morto a 90 anni, il 2 dicembre 2015. Il funerale è stato celebrato nella chiesa di Santa Prisca a Roma.

## Vita privata
Fu sposato con l'attrice Maria Grazia Eminente. Dal secondo matrimonio con Claudia Verdini ebbe una figlia, Anna, anch'essa attrice (ha recitato nella serie televisiva Una mamma imperfetta) e compagna dell'attore Pierfrancesco Favino, con il quale ha avuto due figlie. Aveva una sorella, Marilisa Ferzetti, moglie dell'attore Pino Caruso.

## Filmografia

Con Marisa Merlini in Zappatore (1950)

Gabriele Ferzetti in La lunga notte del '43 (1960)

Con Lea Massari in L'avventura (1960)

### Cinema
- Via delle Cinque Lune, regia di Luigi Chiarini (1942)
- Bengasi, regia di Augusto Genina (1942)
- La contessa Castiglione, regia di Flavio Calzavara (1942)
- Guglielmo Tell, regia di Giorgio Pàstina (1948)
- I miserabili, regia di Riccardo Freda (1948)
- Vertigine d'amore, regia di Luigi Capuano (1948)
- Rondini in volo, regia di Luigi Capuano (1949)
- Vespro siciliano, regia di Giorgio Pàstina (1949)
- Fabiola, regia di Alessandro Blasetti (1949)
- Sigillo rosso, regia di Flavio Calzavara (1950)
- Zappatore, regia di Rate Furlan (1950)
- Benvenuto reverendo!, regia di Aldo Fabrizi (1950)
- Barriera a settentrione, regia di Luis Trenker (1950)
- Gli amanti di Ravello, regia di Francesco De Robertis (1950)
- Core 'ngrato, regia di Guido Brignone (1951)
- I falsari, regia di Franco Rossi (1951)
- Inganno, regia di Guido Brignone (1952)
- Tre storie proibite, regia di Augusto Genina (1952)
- Il sole negli occhi, regia di Antonio Pietrangeli (1953)
- La provinciale, regia di Mario Soldati (1953)
- Puccini, regia di Carmine Gallone (1953)
- Vestire gli ignudi, regia di Marcello Pagliero (1954)
- Vergine moderna, regia di Marcello Pagliero (1954)
- Camilla, regia di Luciano Emmer (1954)
- Gli ultimi dieci minuti, episodio di Cento anni d'amore, regia di Lionello De Felice (1954)
- Casa Ricordi, regia di Carmine Gallone (1954)
- Il prezzo della gloria, regia di Antonio Musu (1955)
- Le avventure di Giacomo Casanova, regia di Steno (1955)
- Adriana Lecouvreur, regia di Guido Salvini (1955)
- Le amiche, regia di Michelangelo Antonioni (1955)
- Un po' di cielo, regia di Giorgio Moser (1955)
- Donatella, regia di Mario Monicelli (1956)
- Difendo il mio amore, regia di Giulio Macchi (1956)
- Parola di ladro, regia di Nanni Loy e Gianni Puccini (1957)
- Souvenir d'Italie, regia di Antonio Pietrangeli (1957)
- Nata di marzo, regia di Antonio Pietrangeli (1958)
- Ballerina e Buon Dio, regia di Antonio Leonviola (1958)
- Racconti d'estate, regia di Gianni Franciolini (1958)
- Le insaziabili (Tant d'amour perdu), regia di Léo Joannon (1958)
- Storie d'amore proibite (Il cavaliere e la zarina) (Le Secret du chevalier d'Eon), regia di Jacqueline Audry (1959)
- Tutti innamorati, regia di Giuseppe Orlandini (1959)
- Annibale, regia di Carlo Ludovico Bragaglia ed Edgar G. Ulmer (1959)
- Labbra rosse, regia di Giuseppe Bennati (1960)
- Il carro armato dell'8 settembre, regia di Gianni Puccini (1960)
- La lunga notte del '43, regia di Florestano Vancini (1960)
- L'avventura, regia di Michelangelo Antonioni (1960)
- Femmine di lusso, regia di Giorgio Bianchi (1960)
- Il giorno più corto, regia di Sergio Corbucci (1962)
- La monaca di Monza, regia di Carmine Gallone (1962)
- Poker col diavolo (Rencontres), regia di Philippe Agostini (1962)
- Congo vivo, regia di Giuseppe Bennati (1962)
- Jessica, regia di Jean Negulesco (1962)
- Il delitto non paga (Le Crime ne paie mas), regia di Gérard Oury (1962)
- L'amore impossibilie (La Croix des vivants), regia di Ivan Govar (1962)
- I Don Giovanni della Costa Azzurra, regia di Vittorio Sala (1962)
- La calda vita, regia di Florestano Vancini (1963)
- Venere imperiale, regia di Jean Delannoy (1963)
- Finché dura la tempesta (Beta Som), regia di Bruno Vailati e Charles Frend (1963)
- Un tentativo sentimentale, regia di Massimo Franciosa e Pasquale Festa Campanile (1963)
- Desideri d'estate, regia di Silvio Amadio (1964)
- Mort, où est ta victoire?, regia di Hervé Bromberger (1964)
- Crucero de verano, regia di Luis Lucia (1964)
- Lo scippo, regia di Nando Cicero (1965)
- Rapina al sole (Par un beau matin d'été), regia di Jacques Deray (1965)
- Tre camere a Manhattan (Trois chambres à Manhattan), regia di Marcel Carné (1965)
- L'arcidiavolo, regia di Ettore Scola (1966)
- La Bibbia (The Bible: In the Beginning...), regia di John Huston (1966)
- A ciascuno il suo, regia di Elio Petri (1967)
- I protagonisti, regia di Marcello Fondato (1968)
- Grazie zia, regia di Salvatore Samperi (1968)
- Calda e... infedele (Un diablo bajo la almohada), regia di José María Forqué (1968)
- Escalation, regia di Roberto Faenza (1968)
- Meglio vedova, regia di Duccio Tessari (1968)
- L'età del malessere, regia di Giuliano Biagetti (1968)
- Roma come Chicago, regia di Alberto De Martino (1968)
- C'era una volta il West, regia di Sergio Leone (1968)
- Gli intoccabili, regia di Giuliano Montaldo (1969)
- Un bellissimo novembre, regia di Mauro Bolognini (1969)
- Agente 007 - Al servizio segreto di Sua Maestà (On Her Majesty's Secret Service), regia di Peter Hunt (1969)
- L'amica, regia di Alberto Lattuada (1969)
- La confessione (L'Aveu), regia di Costa-Gavras (1970)
- New York-Parigi per una condanna a morte (Cannabis), regia di Pierre Koralnik (1970)
- L'uomo dalle due ombre (De la part des copains), regia di Terence Young (1971)
- Mendiants et orgueilleux, regia di Jacques Poitrenaud (1971)
- Un'anguilla da 300 milioni, regia di Salvatore Samperi (1971)
- Un uomo dalla pelle dura, regia di Franco Prosperi (1972)
- Doppia coppia con regina (Alta tension), regia di Julio Buchs (1972)
- 7 cervelli per un colpo perfetto (Trois milliards sans ascenseur), regia di Roger Pigaut (1972)
- Divorzia lui, divorzia lei (Divorce His, Divorce Hers), regia di Waris Hussein (1973)
- Gli ultimi 10 giorni di Hitler (Hitler: The Last Ten Days), regia di Ennio De Concini (1973)
- Bisturi - La mafia bianca, regia di Luigi Zampa (1973)
- Processo per direttissima, regia di Lucio De Caro (1974)
- La prova d'amore, regia di Tiziano Longo (1974)
- Appassionata, regia di Gianluigi Calderone (1974)
- Fatevi vivi, la polizia non interverrà, regia di Giovanni Fago (1974)
- Il portiere di notte, regia di Liliana Cavani (1974)
- Corruzione al palazzo di giustizia, regia di Marcello Aliprandi (1974)
- ...a tutte le auto della polizia..., regia di Mario Caiano (1975)
- Assassinio sul ponte (Der Richter und sein Henker), regia di Maximilian Schell (1975)
- La orca, regia di Eriprando Visconti (1976)
- Gli amici di Nick Hezard, regia di Fernando Di Leo (1976)
- Lezioni di violoncello con toccata e fuga, regia di Davide Montemurri (1976)
- Le Guêpier, regia di Roger Pigaut (1976)
- Nina (A matter of time), regia di Vincente Minnelli (1976)
- Oedipus orca, regia di Eriprando Visconti (1977)
- Sette note in nero, regia di Lucio Fulci (1977)
- Suggestionata, regia di Alfredo Rizzo (1978)
- CIA contro KGB (L'ordre et la sécurité du monde), regia di Claude d'Anna (1978)
- Due volte donna (Mon premier amour), regia di Elie Chouraqui (1978)
- Porci con la P.38, regia di Gianfranco Pagani (1979)
- Gli anni struggenti, regia di Vittorio Sindoni (1979)
- Incontri con gli umanoidi (Encuentro en el abismo), regia di Tonino Ricci (1979)
- Linea di sangue (Bloodline), regia di Terence Young (1979) - non accreditato
- Inchon, regia di Terence Young (1981)
- Morte in Vaticano, regia di Marcello Aliprandi (1982)
- Grog, regia di Francesco Laudadio (1982)
- Quartetto Basileus, regia di Fabio Carpi (1983)
- Giulia e Giulia, regia di Peter Del Monte (1987)
- Computron 22, regia di Giuliano Carnimeo (1988)
- Caldo soffocante, regia di Giovanna Gagliardo (1991)
- Il burattinaio, regia di Ninì Grassia (1994)
- Othello, regia di Oliver Parker (1995)
- Porzûs, regia di Renzo Martinelli (1997)
- Con rabbia e con amore, regia di Alfredo Angeli (1997)
- L'avvocato De Gregorio, regia di Pasquale Squitieri (2003)
- Perdutoamor, regia di Franco Battiato (2003)
- Concorso di colpa, regia di Claudio Fragasso (2005)
- Io sono l'amore, regia di Luca Guadagnino (2009)
- Diciotto anni dopo, regia di Edoardo Leo (2010)

### Televisione
- La bisbetica domata, di William Shakespeare, regia di Daniele D'Anza, 3 ottobre 1958.
- Le spie (I Spy) – serie TV, episodi 2x11-2x12 (1966)
- Gaslight - Luce a gas, di Patrick Hamilton, regia di Alessandro Brissoni, trsmessa il 15 aprile 1966
- Dossier Mata Hari, regia di Mario Landi (1967)
- Divorzia lui divorzia lei (Divorce His - Divorce Hers), regia di Waris Hussein (1973)
- Un uomo curioso, regia di Dino Bartolo Partesano – serie TV, originale giallo in due puntate (1975)
- A torto e a ragione, regia di Edmo Fenoglio (1978)
- I vecchi e i giovani, regia di Marco Leto – miniserie TV (1979)
- La professione della signora Warren di George Bernard Shaw, prosa, regia di Giorgio Albertazzi, trasmessa il 21 dicembre 1981.
- Quasi quasi mi sposo, regia di Vittorio Sindoni (1982)
- Scarlatto e nero (The Scarlet and the Black), regia di Jerry London (1983)
- Delitto e castigo, regia di Mario Missiroli (1983)
- Le ambizioni sbagliate, regia di Fabio Carpi (1983)
- Die goldenen Schuhe, regia di Dietrich Haugk – miniserie TV (1983)
- Quo vadis?, regia di Franco Rossi – miniserie TV (1985)
- Follia amore mio, regia di Gianni Bongioanni (1986)
- La voglia di vincere, regia di Vittorio Sindoni (1987)
- Due fratelli, regia di Alberto Lattuada – miniserie TV (1988)
- Gli angeli del potere, regia di Giorgio Albertazzi (1988)
- Il giro del mondo in 80 giorni (Around the World in 80 Days), regia di Buzz Kulik – miniserie TV (1989)
- Pronto soccorso, regia di Francesco Massaro (1990)
- Una fredda mattina di maggio, regia di Vittorio Sindoni (1990)
- L'Achille Lauro - Viaggio nel terrore, regia di Alberto Negrin (1990)
- Nero come il cuore, regia di Maurizio Ponzi – film TV (1991)
- Die Ringe des Saturn, regia di Michael Kehlmann (1992)
- Il coraggio di Anna, regia di Giorgio Capitani (1992)
- Delitti privati, regia di Sergio Martino (1993)
- Natale con papà, regia di Giorgio Capitani (1994)
- Un prete tra noi, regia di Giorgio Capitani e Lodovico Gasparini (1997)
- Il cielo sotto il deserto, regia di Alberto Negrin (1998)
- Le ragazze di Miss Italia, regia di Dino Risi (2002)
- Callas e Onassis, regia di Giorgio Capitani (2005)
- Papa Luciani - Il sorriso di Dio, regia di Giorgio Capitani – miniserie TV (2006)
- Une famille formidable – serie TV, 11 episodi (1992-2007)

## Teatro
- Rosalinda o Come vi piace di William Shakespeare, compagnia Luchino Visconti, prima al Teatro Eliseo di Roma il 26 novembre 1948.
- Gli straccioni di Annibale Caro, compagnia del Teatro Nazionale diretta da Guido Salvini, prima al Teatro Valle di Roma il 7 dicembre 1950.
- Anna per mille giorni di Maxwell Anderson, compagnia Guido Salvini, prima al Teatro Valle di Roma 10 gennaio 1951.
- Detective Story di Sidney Kingsley, compagnia Guido Salvini, prima al Teatro Valle di Roma il 30 gennaio 1951.
- Romeo e Giulietta di William Shakespeare, compagnia Salvini, prima al Teatro Valle di Roma l'8 marzo 1951.
- La gatta sul tetto che scotta di Tennessee Williams, regia di Raymond Rouleau, Teatro Manzoni di Milano, 18 gennaio 1958.
- Le rose del lago di Franco Brusati, regia di Antonio Calenda, Teatro Manzoni di Pistoia, 11 gennaio 1991.
- Danza di morte di August Strindberg, regia di Antonio Calenda, Teatro degli Illuminati a Città di Castello, 30 ottobre 1992.
- La figlia di Iorio di Gabriele D'Annunzio, regia di Maurizio Faraoni (2003)
- La casa di pietra di Vincenzo Ziccarelli, regia di Tonino Pulci (2004)
- Scandalo! di Alberto Bassetti, regia di Francesco Branchetti (2005)

## Prosa radiofonica Rai
- Anna per mille giorni di Maxwell Anderson, regia di Pietro Masserano Taricco, trasmessa il 18 giugno 1951.
- Romanticismo, commedia di Gerolamo Rovetta, regia di Carlo Ninchi, trasmessa il 31 dicembre 1951.

## Riconoscimenti
- David di Donatello
  - 1988 – Candidatura al miglior attore non protagonista per Giulia e Giulia

- Nastro d'argento
  - 1953 – Miglior attore non protagonista per La provinciale
  - 1968 – Candidatura al miglior attore non protagonista per C'era una volta il West
  - 1969 – Miglior attore non protagonista per A ciascuno il suo

- Premio Flaiano sezione teatro[3]
  - 1990 – Premio alla carriera
  - 2004 – Premio alla carriera

- Premio Ubu
  - 1992/1993 – Miglior attore per Danza di morte

## Doppiatori
Anche Ferzetti, come molti attori italiani, è stato spesso doppiato. Di seguito le principali voci:
- Gualtiero De Angelis in Core 'ngrato, Inganno, Il sole negli occhi, Souvenir d'Italie, Nata di marzo, Annibale
- Emilio Cigoli in Donatella, Ballerina e Buon Dio
- Stefano Sibaldi in Parola di ladro, Storie d'amore proibite (Il cavaliere e la zarina)
- Giuseppe Rinaldi in La monaca di Monza, I Don Giovanni della Costa Azzurra
- Pino Colizzi in Un bellissimo novembre, 7 cervelli per un colpo perfetto
- Adolfo Geri in Guglielmo Tell
- Giulio Panicali in Zappatore
- Ivo Garrani in Benvenuto reverendo!
- Pino Locchi in Il delitto non paga
- Gianrico Tedeschi in Escalation
- Giorgio Piazza in Roma come Chicago
- Alessandro Sperlì in Agente 007 - Al servizio segreto di Sua Maestà[4]
- Ferruccio Amendola in Un uomo dalla pelle dura
- Sergio Graziani in Sette note in nero
- Michele Kalamera in Porci con la P.38

## Doppiaggio
- Robert Mark in Silenzio: si uccide